# Marienstraße 13 und 15

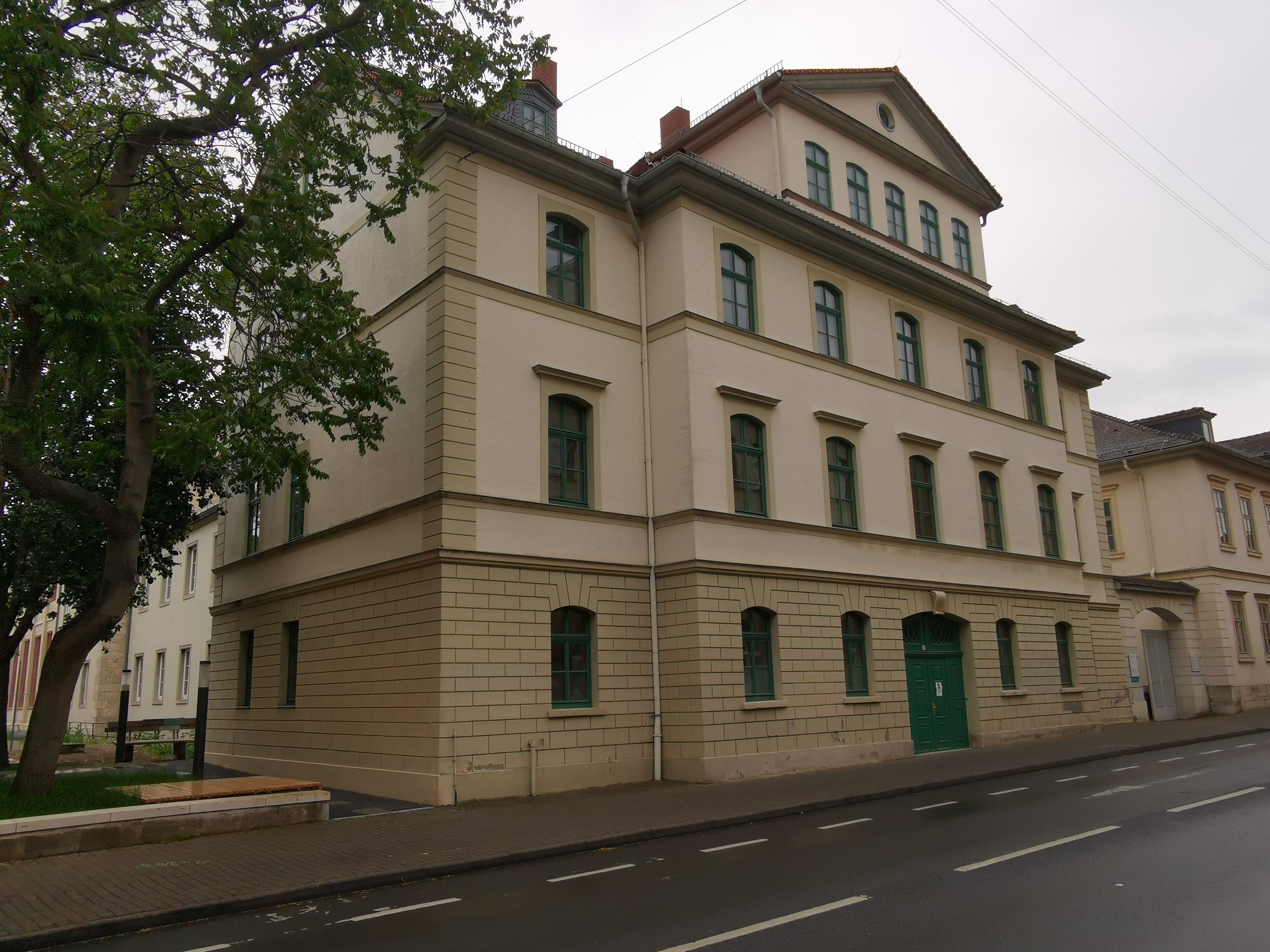
Marienstraße 13

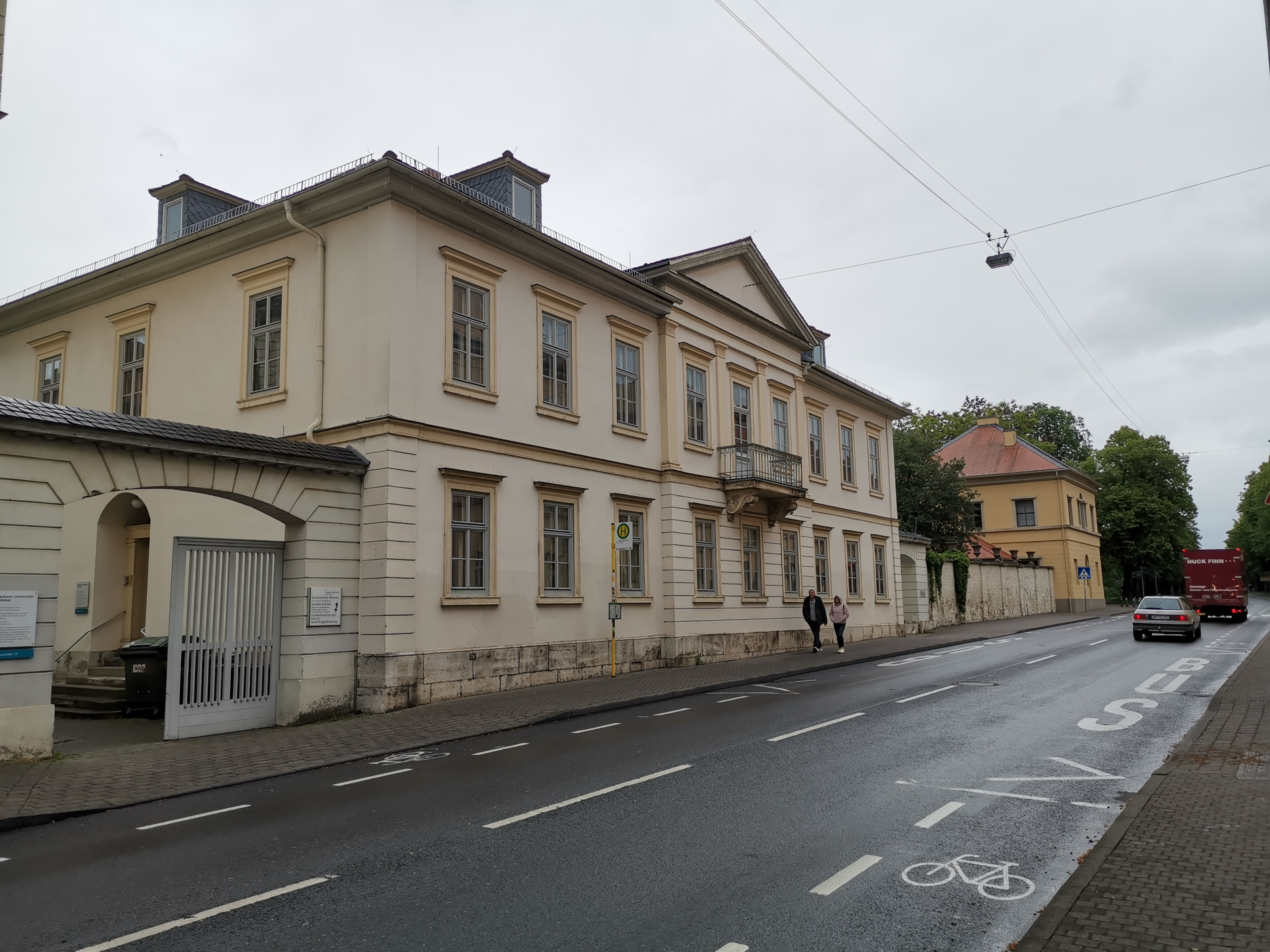
Marienstraße 15, im Hintergrund das Liszt-Haus

In der Marienstraße 13 und 15 in Weimar befinden sich die baugleichen schlichten klassizistischen Gebäude mit offenen Durchgängen zum Innenhof. Diese gehören zur Bauhaus-Universität Weimar.

## Geschichte
Diese Gebäude entstanden unter Clemens Wenzeslaus Coudray. Unter der Leitung der Weimarer Oberbaubehörde unter Clemens Wenzeslaus Coudray wurde die Marienstraße in einem einheitlichen Stil ausgebaut. Diese beiden 1829 entstandenen Gebäude entsprechen gänzlich dieser Maßgabe. Im Haus Marienstraße 15 wohnte der Oberforstmeister von Lincker, der zugleich der Bauherr war. Dieses entstand 1829 nach dem Entwurf von Baurat Heinrich Heß. Die Hausnummer 15, die das Justizamts- und Stadtgerichtsgebäude beherbergte, wurde 1838 nach Plänen von Carl Georg Kirchner, die aber von Coudray überarbeitet wurden, errichtet.
In diesen Gebäuden war ab 1935 das Thüringische Landesamt für Rassewesen untergebracht. Hier wurde die Thüringer Bevölkerung hinsichtlich rassischer Kriterien erfasst und kontrolliert. „Das Amt war damit ein zentraler Ausgangspunkt nationalsozialistischer Verbrechen in Thüringen“, beschreibt es die Bauhaus-Universität Weimar.
Diese Gebäude stehen auf der Liste der Kulturdenkmale in Weimar (Einzeldenkmale).